# Archaeoraptor
Az „Archaeoraptor” egy olyan generikus név, amelyet 1999-ben, a National Geographic magazinban nem hivatalosan egy Kínából származó fosszíliához kapcsoltak. A cikk szerint a fosszília egy hiányzó láncszem a szárazföldi theropoda dinoszauruszok és a madarak között.
Az említett publikáció ellenére súlyos kétségek merültek fel a fosszília hitelességével kapcsolatban. Ez botrányhoz vezetett, amikor bizonyíték jelent meg arra vonatkozóan, hogy a tudományos vizsgálat elvégzése érdekében hamisítás történt. A csalást különböző fajok igazi fosszilis darabjainak átrendezésével hajtották végre. Csou Csung-ho (Zhou Zhonghe) úgy találta, hogy a fej és a test felső része valójában a kezdetleges fosszilis madarak közé tartozó Yanornis egy példányához tartozik. Egy 2002-es tanulmány szerint a farok egy 2000-ben elnevezett kis szárnyas dromaeosaurida, a Microraptor része. A lábszárak és a lábfejek egy még ismeretlen állattól származnak.
Az „Archaeoraptor”-botrány szerteágazik. Egyrészt felhívta a figyelmet a Kínába vezető illegális fosszília kereskedelemre, másrészt pedig kihangsúlyozta a szakmailag lektorálatlan folyóiratokban publikált „hiányzó láncszemek” alapos tudományos vizsgálatának szükségességét. A fosszília botrányt a kreacionisták arra használták fel, hogy kétségbe vonják az evolúció elméletét. Bár az „Archaeoraptor” csalás volt, számos valódi példa vált ismertté a tollas dinoszauruszokra vonatkozóan, melyek bemutatják a madarak és az egyéb theropodák közötti evolúciós kapcsolatot.

## Botrány
Az „Archaeoraptort” a National Geographic magazin 1999 októberében tartott sajtókonferenciáján mutatták be. Ugyanitt jelentették be a fosszília kínai hatóságokhoz való visszajuttatásának tervét is, mivel a leletet illegálisan exportálták. 1999 novemberében a fosszília szerepelt a National Geographic-ban, a Christopher Sloan művészeti szerkesztő által írt cikkben. A cikk általánosságban a tollas dinoszauruszokkal és a madarak eredetével foglalkozott. Állítása szerint a fosszília „egy hiányzó láncszem a szárazföldi dinoszauruszok és a repülésre valóban képes madarak között”, és az állatra nem hivatalosan „Archaeoraptor liaoningensis” néven hivatkozott, bejelentve, hogy később ez lesz a hivatalos neve is. A név jelentése 'Liaoning ősi rablója'. Ezt Storrs L. Olson, a washingtoni Nemzeti Természetrajzi Múzeum (National Museum of Natural History) madárgyűjteményének kurátora azonnal kritikával illette. Olson a múzeum Backbone című hírlevelében megjelent írásában erősen tiltakozott a tudományos név szakmailag lektorálatlan, népszerűsítő folyóiratban való megjelentetése ellen, „rémálomnak” minősítve az esetet.
2000. február 3-án a National Geographic kiadott egy sajtóközleményt, amiben azt állította, hogy a fosszíliát összeállították, és hogy az ügyben belső vizsgálat indult. Ugyanebben a hónapban a National Geographic szerkesztője, Bill Allen elmondta a Nature-nek, hogy dühös lett, amikor a tudomására jutott, hogy a fosszília hamisítvány lehet. A márciusi szám fórum rovatában egy Dr. Hszü Hszing (Xu Xing)től származó levél rámutatott arra, hogy a farokrész valószínűleg nem illik a test felső részéhez. 2000 októberében az oknyomozó újságíró Lewis M. Simmons cikke révén a National Geographic megjelentette belső vizsgálata eredményét. A szerző arra a következtetésre jutott, hogy a fosszíliát összeállították, és hogy virtuálisan mindenki, aki részt vett a projektben, hibákat követett el.

### Időrend
A National Geographic beszámolója szerint az „Archaeoraptor” története 1997 júliusában, a kínai Hsziaszancsiacében (Xiasanjiaziban) kezdődött, ahol a gazdálkodók csákányokkal rendszeresen leásnak a palagödrökbe, és néhány dollárért eladják az ott talált fosszíliákat a kereskedőknek. Akkoriban ez a szokás, törvénytelen volta ellenére mindennaposnak számított. Ebben az esetben az egyik gazdálkodó egy fogakkal rendelkező madár ritka, toll-lenyomatos fosszíliájára bukkant, ami darabokra tört a begyűjtés során. A közelben, ugyanabban a veremben rátalált egy másik fosszília darabjaira, egy tollas farokra és a lábakra. A darabok közül többet is összeragasztott az általa helyesnek ítélt módon. Nyilvánvalóan tudta, hogy így a jóval teljesebbnek tűnik majd, és jóval drágább is lesz. A fosszíliát 1998 júniusában eladták egy ismeretlen kereskedőnek, majd becsempészték az Egyesült Államokba. A pekingi hatóságok szerint Kínát egy fosszília sem hagyhatja el legálisan.
1998 őszén a Society of Vertebrate Paleontology (Gerinces Őslénytani Társaság) Utah államban megrendezett éves találkozóján terjedni kezdett a szóbeszéd egy kezdetleges madár magánkézben levő, feltűnő fosszíliájáról. Az arizonai Tucsonban, egy drágakő kiállításon egy ismeretlen kereskedő bemutatta a fosszíliát. 1999 februárjában a leletet a utahi Blandingben álló The Dinosaur Museum megvásárolta. A múzeumot Stephen A. Czerkas és felesége Sylvia Czerkas vezeti. Mr. Czerkas nem rendelkezik egyetemi végzettséggel, de érdeklődőként és képzőművészként dinoszauruszokkal foglalkozik. Megegyezett múzeuma támogatóival, köztük vagyonkezelőjével Dale Slade-del a fosszília megvásárlásához szükséges 80 000 dollár biztosításáról, ami lehetővé teszi, hogy a leleten tudományos vizsgálatot végezzenek, emellett pedig megakadályozza, hogy a tárgy eltűnjön egy ismeretlen magángyűjteményben.
A Czerkas házaspár kapcsolatba lépett Phil Currie-val aki felvette a kapcsolatot a National Geographic Societyvel (Nemzeti Földrajzi Társaság). Currie egyetértett azzal, hogy tanulmányozni kell a fosszíliát, azzal a feltétellel, hogy végül visszajuttatják Kínába. A National Geographic Society szeretett volna egy hivatalos cikket megjelentetni a fosszíliáról a szakmailag lektorált Nature című folyóiratban, amit azonnal egy sajtókonferencia és a National Geographic legújabb számának megjelenése követett volna. A szerkesztő, Bill Allen azt kérte, hogy a projekt minden tagja tartsa titokban a fosszília létét, hogy a magazin hasznot húzhasson a történetből.
Slade és a Czerkas házaspár a fosszíliát a Dinosaur Museum „koronaékszerének” szánta, és azt tervezték, hogy öt évre kiállítják. Sloan elmondta, hogy 1999 tavaszán Utahba repült, hogy meggyőzze Stephen Czerkast arról, hogy a publikálás után azonnal juttassák vissza a fosszíliát Kínába, máskülönben nem ír róla cikket a National Geographic számára és Currie sem fogja tudni felhasználni. Czerkas elfogadta a javaslatot. Ezután Currie kapcsolatba lépett a pekingi Gerinces Őslénytani és Ősantropológiai Intézettel és a National Geographic-kal, az Intézet kutatója Hszü Hszing (Xu Xing) pedig Utahba utazott, hogy csatlakozzon az „Archaeoraptor”-csapathoz.
A fosszílián 1999. március 6-án végzett kezdeti vizsgálat során Currie számára nyilvánvalóvá vált, hogy bal és a jobb láb egymás tükörképe, továbbá hogy a fosszíliát az azt tartalmazó lemez elülső és hátulsó felét is felhasználva kiegészítették. Emellett észre vette, hogy nem látható a kapcsolat a farok és a törzs között. 1999 júliusában Currie és a Czerkas házaspár a leletet a Texasi Egyetem (University of Texas (Austin)) nagy felbontású röntgen CT berendezéséhez szállította, hogy azzal Dr. Timothy Rowe CT-letapogatást végezzen. Rowe július 29-én elvégezte a letapogatást, megállapítva, hogy az alsó töredékek, melyeken a farok és a hátsó lábak láthatók, ahogy azt előre jelezték, nem részei a nagyobb fosszíliának. Augusztus 2-án tájékoztatta a Czerkas házaspárt arról, hogy van esély arra, hogy az egész fosszília hamisítvány. Egy későbbi megbeszélés során a házaspár rávette Rowe-t és Currie-t, hogy fenntartásaikat ne terjesszék.
Currie szeptember első hetében elküldte preparátorát Kevin Aulenbacket a blandingi Dinosaur Museumba, hogy a vizsgálat érdekében preparálja a fosszíliát. Aulenback arra a következtetésre jutott, hogy a fosszília „egy összeállított példány, amely legalább három,… de legfeljebb öt… különböző példányból lett összeállítva”, de Czerkasék ezt dühödten tagadták, ezért Aulenbeck csak Currie-nak számolt be róla. Currie nem értesítette a National Geographic-ot ezekről a problémákról.
1999. augusztus 13-án a csapat Stephen Czerkas, Currie, Rowe és Hszü (Xu) nevében továbbított egy kéziratot „A New Toothed Bird With a Dromaeosaur-like Tail” („Egy új fogas madár dromaeosauridaszerű farokkal”) címmel a Nature című folyóirat számára Londonba. A cikk, két helyen is megemlítette, illetve egy ábrán szemléltette azt, hogy az egyik láb és a farok a másolatai azoknak, amelyek a fő kőzetlemezbe be vannak illesztve.
Augusztus 20-án a Nature elutasította a cikket, jelezve Czerkaséknak, hogy a National Geographic megtagadta a cikk megjelentetésének elhalasztását, miáltal nem maradt elég idő a szakmai lektorálásra. A szerzők ezután elküldték a cikket a Science című folyóiratnak, amely továbbította azt lektorálásra. A lektorok közül ketten tájékoztatták a Science-t, hogy „a példányt kicsempészték Kínából és illegálisan vásárolták meg”, valamint, hogy a fosszíliát Kínában „meghamisították”, „hogy növeljék az értékét”. A Science ezután elutasította a cikket. Sloan szerint Czerkasék nem tájékoztatták a National Geographic-ot a két elutasítás részleteiről.
A National Geographic novemberi száma ekkor már elő volt készítve nyomtatásra, de az „Archaeoraptort” hivatalosan nem publikálták egyetlen szakmailag lektorált folyóiratban sem.
A National Geographic továbblépett a lektorálás nélküli publikáció felé. A fosszíliát az 1999. október 15-én tartott sajtókonferencián mutatták be, a National Geographic 1999. novemberi számában pedig megjelent Christopher P. Sloan, a magazin egyik művészeti szerkesztőjének cikke. Sloan a leletről azt írta, hogy hiányzó láncszemként segíti a dinoszauruszok és a madarak közötti kapcsolat megvilágítását. Az eredeti fosszíliát a National Geographic Society a Kínába való visszajuttatást megelőzően Washingtonban kiállította. A cikkben Sloan az „Archaeoraptor liaoningensis” nevet használta, ami egy Czerkas megelőzésére szolgáló cáfolattal (kijelentve, hogy ez nem számít a tudományos osztályozáshoz szükséges nevezéktani intézkedésnek) a későbbiek során még megjelentethető egy szakmailag lektorált folyóiratban.
A National Geographic novemberi számának megjelenését követően, 1999. november 1-jén Storrs L. Olson, a washingtoni Nemzeti Természetrajzi Múzeumhoz tartozó Smithsonian Institution madárgyűjteményének kurátora egy nyílt levelet publikált, ami rámutatott arra, hogy a „a kérdéses példányról tudható, hogy illegálisan exportálták” és tiltakozott az „uralkodó dogma” ellen, „ami szerint a madarak a dinoszauruszokból fejlődtek ki”. Olson sérelmezte, hogy Sloan, az újságíró elbitorolta a tudományos nevezéktani eljárást, elsőként a népszerűsítő sajtóban jelentetve meg egy tudományos nevet: „Ez sok zoológus legrosszabb rémálma – hogy egy új élőlény elnevezéséhez való esélyüket véletlenül elkanalazza egy ostoba újságíró.” Az utolsó állítás a már említett cáfolat lehetősége miatt téves.
1999 októberében Hszü (Xu), miután Currie informálta a problémákról, és először tekintette meg a példányt, észrevette, hogy az „Archaeoraptor” farka nagyon hasonlít egy általa tanulmányozott névtelen maniraptora dinoszauruszéhoz, melyet később Microraptor zhaoianusnak nevezett el. Kínába visszatérve elutazott Liaoning tartományba, ahol megvizsgálta a lelőhelyet, és több fosszília kereskedővel is kapcsolatba lépett. Végül rátalált egy apró dromaeosaurida meglehetősen teljes fosszíliájára, és az új példány farka olyan pontosan illett az „Archaeoraptoréhoz”, hogy akár a fosszíliát takaró kőzetlemez is lehetne, még két megfelelő sárga oxidációs folt is található rajta. 1999. december 20-án Hszü Hszing (Xu Xing) egy e-mailt küldött a szerzőknek és Sloannak, bejelentve, hogy a fosszília hamisítvány.
2000. február 3-án a The National Geographic News egy sajtókiadványt tett közzé, ami szerint az „Archaeoraptor” fosszíliája összetétel lehet, és hogy belső vizsgálat kezdődött. A National Geographic márciusi számában Hszü (Xu) levele megjelent a magazin fórum rovatában azzal a változtatással, hogy Bill Allen a „hamisítvány” helyére az „összetétel” szót illesztette be.
2000. április 4-én Stephen Czerkas Washingtonban elmondta egy őslénykutató csoportnak, hogy Sylviával együtt „egy idióta, primitív hibát” követtek el. Currie, Allen és Sloan mind megbánást mutattak. Rowe meggyőződéssel állította, hogy az ügyben bizonyítékként felhasznált letapogatásai megfelelőek. 2001-ben megjelentetett egy rövid közleményt a Nature-ben, leírva felfedezéseit. Arra a következtetésre jutott, hogy a felső részt leszámítva több példányt is felhasználtak a fosszília kiegészítéséhez: egyet a bal combcsonthoz, egy másikat a sípcsonthoz, egy harmadikat a két lábfejhez és legalább még egyet a farokhoz, ami önmagában is öt különálló részre tagolódik.
2000 júniusában a fosszíliát visszajuttatták Kínába. A National Geographic októberi számában megjelentek a vizsgálat eredményei.

## A fennmaradt zűrzavar
Az „Archaeoraptor” botrányba belekeveredett fosszíliák a taxonok neveivel kapcsolatos zavarhoz vezettek. 2000 decemberében a Nature-ben megjelent a Microraptor leírása. Csou (Zhou) és szerzőtársai (2002-ben) megvizsgálták az „Archaeoraptor” fosszília felső testét, és arról számoltak be, hogy az a korábban elnevezett nemhez, a Yanornishoz tartozik.

### Dinosaur Museum Journal
2002-ben Czerkasék a Dinosaur Museumon keresztül megjelentettek egy kiadványt Feathered Dinosaurs and the Origin of Flight (Tollas dinoszauruszok és a repülés eredete) címmel. Ebben a műben több fajt is leírtak és elneveztek. A könyvben szereplő hat elnevezett faj közül öt vitatottnak számít.
Csou (Zhou) és kollégái (2002-es) műve ellenére Czerkas és társszerzője Hszü Hszing (Xu Xing) az „Archaeoraptor” felső részét a Dinosaur Museum Journalben Archaeovolans néven új madárnemként írták le. A cikkben megtalálható az a kijelentés is, hogy lehetséges, hogy a példány a Yanornishoz tartozik. Emiatt ugyanazt a fosszilis példányt a különböző cikkekben „Archaeoraptornak”, Archeovolansnak és Yanornisnak is nevezik.
A Dinosaur Museum Journal cikkein keresztül Stephen Czerkas megjelentette vitatott elméletét, ami szerint a maniraptora dinoszauruszok másodlagosan röpképtelenné vált madarak. Eközben több kiemelkedő őslénykutatót is kritikával illetett. A Cryptovolansról szóló cikkben megvádolta Dr. Mark Norellt a BPM 1 3-13 katalógusszámú fosszília félreértelmezésével, szerinte ugyanis a hosszú lábtollak megléte „az előre kialakított elméletek vakító hatása”. Valójában Norell értelmezése helyes volt, Czerkas pedig saját művészi fosszília rekonstrukcióját azért egészítette ki lábtollakkal, hogy a vándorkiállítást támogassa.
Két másik taxont, melyet Czerkas és társszerzői neveztek el, más szerzők fiatalabb szinonimáknak minősítettek. Czerkas Cryptovolansát Microraptornak, Scansoriopteryxét pedig Epidendrosaurusnak tartják. Czerkas az Omnivoropteryx leírásánál megjegyezte, hogy az állat hasonlít a Sapeornisra. A Sapeornis későbbi, koponyával is rendelkező példányai megmutatták, hogy a két taxon valószínűleg egymás szinonimája.
Egy másik, Czerkas által a pteroszauruszok közé besorolt taxont, amely a Utahdactylus nevet kapta, Dr. Chris Bennett felülvizsgálta. Bennett több tévesen azonosított csontot vett észre, és több ellentmondást tapasztalt Czerkas diagramjai és a valódi fosszília között. Bennett a példányt azonosítatlan diapsidának találta, és kritizálta a korábbi szerzőket, akik anélkül publikáltak egy tudományos nevet, hogy az osztály szint alatti diagnosztikus jellemzőket ellenőrizték volna. A Utahdactylust nomen dubiumnak minősítette.

### Vándorkiállítás
Az „Archaeoraptor”-botrány szerteágazik. 2001-ben Stephen és Sylvia Czerkas 34 egyéb kínai fosszíliával egy vándorkiállítást állított össze. A kiállításnak a Feathered Dinosaurs and the Origin of Flight (Tollas dinoszauruszok és a repülés eredete) címet adták. A San Diegó-i Természetrajzi Múzeum (San Diego Natural History Museum) 2004-ben fizetett a Dinosaur Museumnak a gyűjtemény bemutatásáért. A kiállítás megnyitóján Dr. Csi Csiang (Ji Qiang) elmondta a Nature újságíróinak, hogy a fosszíliák közül nagyjából egy tucat illegálisan hagyta el Kínát. Csi (Ji) megállapodott Czerkasékkal abban, hogy a legértékesebb három példánynak gyarapodási számot adnak, hogy hivatalosan a Pekingben levő Geológiai Tudományok Kínai Akadémiája (Chinese Academy of Geological Sciences) gyűjteményének részévé váljanak, miközben Czerkasék tulajdonában maradnak.
Stephen Czerkas tagadta Csi (Ji) állítását, miszerint a fosszíliák illegálisak. Sylvia Czerkas elmondta a Nature magazinnak, hogy 2001-ben egyezséget kötött a Liaoning tartománybeli hatóságokkal a fosszíliák kölcsönvételéhez, és hogy 2007-ben visszaadták a leleteket. 2009 márciusában azonban a kiállítás a Művészet és Tudomány Fresno-i Metropolitan Múzeumába (Fresno Metropolitan Museum of Art and Science) került. A Nature szerint Czerkasék megtagadták azt a kérést, hogy tegyék lehetővé, hogy a liaoningi hatóságokkal egy interjút készítsenek.
Számos tudós egyetért azzal, hogy etikátlan olyan fosszíliákkal dolgozni, amelyek esetében felmerül a csempészés lehetősége, és egyúttal sokuk nem törődik a magánkézben levő fosszíliákkal sem. Némelyik szakértő úgy érzi, hogy a magángyűjtők magánkézbe juttatják a fosszíliákat, melyek a tudomány számára elérhetetlenné és tanulmányozhatatlanná válnak. Egyesek szerint a magángyűjtők megrongálhatják a fontos fosszíliákat, meghamisíthatják azokat, és zavarossá tehetik az eredetüket vagy a korukra utaló bizonyítékot. A probléma részét képezik az illegális kereskedők, és mindez hozzájárulhat a kormányzati korrupcióhoz is. Egy másik nézet szerint helyénvaló, ha a tudósok nem törődnek az etikával és publikálnak a fontos magánkézben levő fosszíliákkal kapcsolatban; ez a gyakorlat arra bátorítja a magángyűjtőket, hogy tanulmányozás céljára tegyék elérhetővé fosszíliáikat.

### Taxonómiai történet

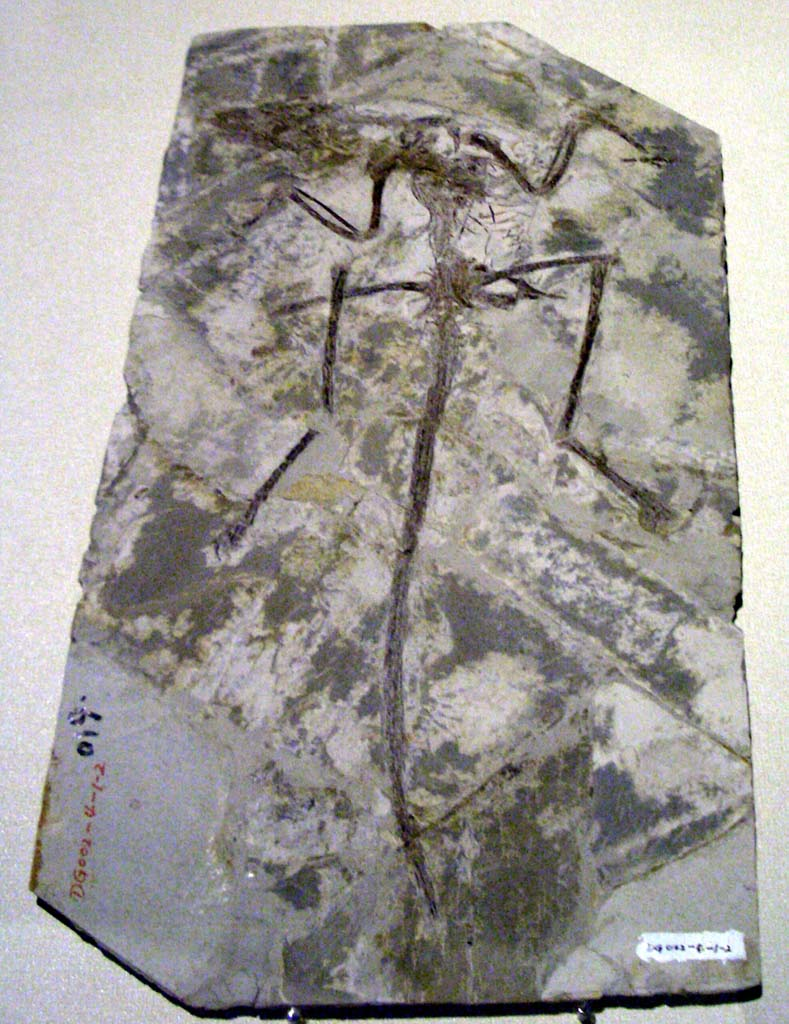
A Microraptor zhaoianus fosszíliája Hongkongi Tudomány Múzeumában (Hong Kong Science Museum)

2000 áprilisában Olson megjelentetett egy cikket a Nemzeti Természetrajzi Múzeum Backbone című hírlevelében. Ebben a cikkben megvédte a madarak evolúciójával kapcsolatos nézeteit, emellett pedig felülvizsgálta az „Archaeoraptor liaoningensis” nevű fajt, és a hamisított példány farokrészét típuspéldánynak kijelölve új leírást készített róla. Megelőzendő, hogy a besározott „Archaeoraptor” név bekerüljön az ősornitológiai szakirodalomba, a leírás a kiméra példány nevét ahhoz a részhez kapcsolta, amelyről kevésbé valószínű, hogy az Aves osztályhoz tartozik, mint a felső darab, amiről később kiderült, hogy egy igazi madár része. Olson feltételezte, hogy a National Geographic cikk érvényes módon nevezte el a fosszíliát, és ezáltal hibát követett el, ugyanis nem jelezte egyértelműen, hogy a név új, annak ellenére, hogy ez az ICZN 16. cikkelyének értelmében a név érvényességéhez szükséges. Több hónappal ezután Hszü Hszing (Xu Xing), Csou Csung-ho (Zhou Zhonghe) és Vang Hsziao-lin (Wang Xiaolin) megjelentették a Microraptor zhaoianus leírását a Nature-ben.

### Kreacionizmus
A botrány szerteágazása oda vezetett, hogy az evolúciós elmélet szkeptikusai az „Archaeoraptort” az evolúció elleni érvként használták fel. Néha a kreacionisták, mint például Kent Hovind, Kirk Cameron és Ray Comfort a botrány segítségével vonták kétségbe a madarak dinoszauruszokból való kifejlődésének elméletét. Sok kreacionista kitart amellett, hogy nem találták meg a madarak és a dinoszauruszok közötti hiányzó láncszemet, és gyakran rámutatnak arra, hogy az „Archaeoraptor” a bizonyíték az evolúciós elmélet támogatására szolgáló félrevezetésre. Az „Archaeoraptorban” egy igazi „piltdowni madarat” látnak. Azonban a piltdowni emberrel ellentétben az „Archaeoraptor” nem szándékos átverés. Továbbá az „Archaeoraptor” hitelessége nem alapvetően fontos annak a feltevésnek a bizonyításához, hogy a madarak theropodák, mivel ezt kielégítően megerősítik az egyéb adatok; az Iowai Egyetem őslénykutatója, Christopher Brochu 2001 novemberében ezt így összegezte: „Az, hogy a madarak a theropoda dinoszauruszokból fejlődtek ki, többé nem tudományos vita tárgya.” Bár az „Archaeoraptor”-ügyben a Microraptor a „szárazföldi dinoszaurusz” szerepét játssza, szárnyak és farktollak egyértelmű nyomaival együtt őrződött meg, melyek a feltevés szerint legalább a siklórepülés lehetőségét biztosították, így önmagában is kitűnő példa az átmeneti fosszíliára.

## Fordítás
Ez a szócikk részben vagy egészben az Archaeoraptor című angol Wikipédia-szócikk ezen változatának fordításán alapul.  Az eredeti cikk szerkesztőit annak laptörténete sorolja fel. Ez a jelzés csupán a megfogalmazás eredetét és a szerzői jogokat jelzi, nem szolgál a cikkben szereplő információk forrásmegjelöléseként.